# JetBrains
JetBrains sro (abans IntelliJ Software sro) és una empresa de desenvolupament de programari txeca que fabrica eines per a desenvolupadors de programari i gestors de projectes. L'empresa té la seva seu a Praga i té oficines a la Xina, Europa i els Estats Units.
L'empresa ofereix entorns de desenvolupament integrats (IDE) per a una varietat de llenguatges de programació. L'empresa va crear el llenguatge de programació Kotlin, que es pot executar en una màquina virtual Java (JVM), el 2011.
La revista InfoWorld va atorgar la firma "Premi a la tecnologia de l'any" el 2011 i el 2015.
JetBrains, anomenada inicialment IntelliJ Software, va ser fundada l'any 2000 a Praga per tres desenvolupadors de programari russos: Sergey Dmitriev, Valentin Kipyatkov i Eugene Belyaev. El primer producte de l'empresa va ser IntelliJ Renamer, una eina per a la refactorització de codi a Java.

## Història

Logotip de JetBrains utilitzat del 2005 al 2016

JetBrains, anomenada inicialment IntelliJ Software, va ser fundada l'any 2000 a Praga per tres desenvolupadors de programari russos: Sergey Dmitriev, Valentin Kipyatkov i Eugene Belyaev. El primer producte de l'empresa va ser IntelliJ Renamer, una eina per a la refactorització de codi a Java.

Logotip de JetBrains utilitzat del 2016 al 2024

El 2012 el CEO Sergey Dmitriev va ser substituït per Oleg Stepanov i Maxim Shafirov.
El 2021, The New York Times va declarar que parts desconegudes podrien haver incrustat programari maliciós al programari TeamCity CI/CD de JetBrains que va provocar el pirateig de SolarWinds i altres compromisos de seguretat generalitzats. En un comunicat de premsa, JetBrains va dir que no havien estat contactats per cap govern o agència de seguretat i que no havien "prestat o implicat en aquest atac de cap manera". El director general d'una de les empreses afectades, SolarWinds, "va preguntar sobre la possibilitat que les eines de programari fetes per JetBrains, que accelera el desenvolupament i la prova del codi, fossin la via, el Sr. Ramakrishna va dir que encara no hi havia proves".
En resposta a la invasió russa d'Ucraïna el 2022, la companyia va suspendre les vendes i les activitats d'R+D a Rússia indefinidament, així com les vendes a Bielorússia. L'entitat jurídica russa de JetBrains es va liquidar el 21 de febrer de 2023.
A partir de l'1 de febrer de 2024, Kirill Skrygan va substituir Max Shafirov com a conseller delegat.

## Productes

### IDEs
La següent és una llista no exhaustiva d'entorns de desenvolupament integrats (IDE) distribuïts per JetBrains.
| Android Studio |
| AppCode        |
| Aqua           |
| CLion          |
| DataGrip       |
| DataSpell      |
| Fleet          |
| GoLand         |
| IntelliJ IDEA  |
| PhpStorm       |
| PyCharm        |
| Rider          |
| RubyMine       |
| RustRover      |
| WebStorm       |
| Writerside     |

### Llenguatges de programació
Kotlin és un llenguatge de programació de codi obert i escrit de manera estàtica que s'executa a la màquina virtual Java i també es compila a JavaScript o codi natiu (mitjançant LLVM). El nom prové de l'illa de Kotlin, prop de Sant Petersburg.
JetBrains MPS és un banc de treball d'idiomes de codi obert per a llenguatges específics de domini (DSL).
Ktor és un marc de programació basat en Kotlin per desenvolupar "aplicacions connectades", utilitzant el mateix marc tant al servidor (JVM) com al client (JavaScript, Android i iOS).

### Eines d'equip
TeamCity és un servidor d'integració i lliurament continu desenvolupat per JetBrains. És una aplicació web basada en servidor escrita en Java. El New York Times va informar que TeamCity podria haver estat utilitzat per pirates informàtics russos d'agències governamentals i privades dels EUA, potencialment en "la bretxa més gran de les xarxes dels Estats Units de la història".
Upsource és una eina de revisió de codi i d'exploració de repositoris que admet Git, GitHub, Mercurial, Perforce i/o Subversion des d'una ubicació central. JetBrains va llançar una nova eina de col·laboració per a desenvolupadors, Space, el 2019. Va començar a desactivar Upsource el 2022, finalitzant oficialment el suport per al producte el gener de 2023. El maig de 2024, es va iniciar un canvi de marca d'Space a SpaceCode perquè la plataforma se centri en l'allotjament de Git i les revisions de codi.
YouTrack és un rastrejador d'errors comercial basat en la web, un sistema de seguiment de problemes i un programari de gestió de projectes desenvolupat per JetBrains. Des de l'abril de 2023, YouTrack disposa d'una solució de servei d'atenció al client basada en bitllets per als processos d'atenció al client i de servei.
Qodana és una eina d'anàlisi de la qualitat del codi que utilitza l'anàlisi de codi estàtic per ajudar els usuaris amb les revisions del codi, la creació de portes de qualitat i la implementació de directrius de qualitat del codi. Es va llançar públicament el juliol de 2023 i es pot utilitzar amb IDE a l'ecosistema de JetBrains, té integració de pipelines CI/CD, alhora que admet l'anàlisi de codi en més de 60 llenguatges de programació.